# Метт Страйкер
Метью Кей (англ.Matthew Kaye) - американський професійний реслер актор, і коментатор. Більш відомий своїми виступами в WWE під псевдонімом Метт Страйкер.

## Біографія

### Початок кар'єри
Після проходження курсу навчання з Джоном Родзом в тренажерному залі Глісона в Нью-Йорку, Кей дебютував в 2000 році. Спочатку працював у невеликих фелераціях і швидко домігся успіху, вигравши 10 різних чемпіонських титулів протягом першого року. 
Він виступав у  World of Unpredictable Wrestling (WUW), де виграв WUW Continental Championship, також у Total Professional Wrestling , East Coast Wrestling Association , Connecticut Championship Wrestling , і  Pro-Pain Pro Wrestling.

## World Wrestling Entertainment / WWE

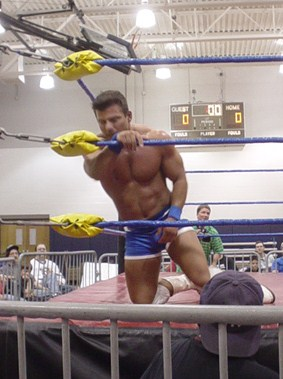
Страйкер на рингу в 2005

Дебют у великому реслінгу Кей здійснив у матчі проти Курта Енгла, під вигаданим ім'ям Метт Мартел, 24 лютого 2005 епізоді SmackDown! у Філадельфії, штат Пенсільванія. Згодом, 11 липня 2005 року, він повернувся, і кинув виклик Енглу знову. Матч тривав не більше трьох хвилин, і переможцем вийшов Курт. Після цього, Метт був відправлений у Deep South Wrestling.

### ECW
Наприкінці серпня 2006 Страйенр приєднався до ECW, дебютувавши 23 серпня. Як і у WWE, він виконував роль поганого хлопця. Починав суперечки з улюбленцями публіки, ображав їх і тд.

### Незалежні території
21 червня Метт з'явився у Family Wrestling Entertainment як коментатор матчу.
21 жовтня 2013 Страйкер програв Justin Credible.

## Особисте життя
У коледжі грав у хокей і футбол. Отримав ступінь бакалавра в галузі історії і продовжував отримувати ступінь магістра в галузі педагогічної психології.
6 березня 2014 року українською мовою у соціальній мережі Twitter закликав США залишитись осторонь бізнесу Росії.

## Реслінг
Фінішер
- Golden Rule

Улюблені прийоми
- Big boot
- Double knee backbreaker
- Dropkick
- Fujiwara armbar
- Gory bomb
- Neck snap

Музичні теми
- "Teacher" від Джима Джонсона

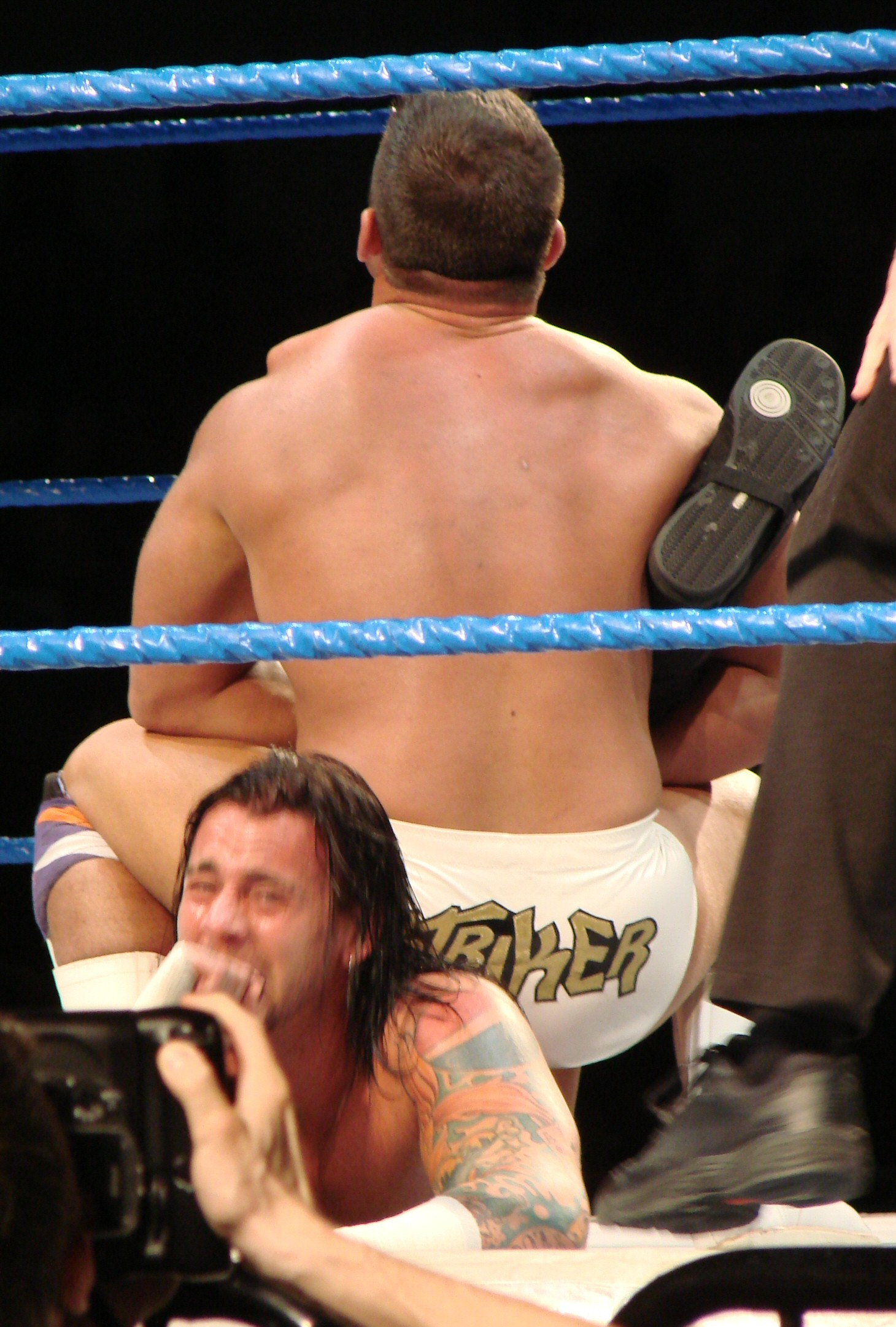
Страйкер виконує прийом Бостон краб

- "Hail to the King" від Avenged Sevenfold

Титули і нагороди
Assault Championship Wrestling
- ACW Tag Team Championship]] (1 раз) – з Скотті Харизма

Connecticut Championship Wrestling
- CCW Heavyweight Championship (1 раз)

East Coast Wrestling Association
- ECWA Tag Team Championship (1 раз) – з Ейс Дарлінг

New York Wrestling Connection
- NYWC Heavyweight Championship (1 раз)
- NYWC Tag Team Championship (1 раз) – з Робом Екосом
- NYWC Interstate Championship (1 раз)

Premier Wrestling Federation
- PWF Tag Team Championship (8 разів) – з Джошем Денієлсом

Pro Wrestling Illustrated
- PWI ставить його #166 з топ 500 реслерів у 2006

Total Professional Wrestling
- TPW Light Heavyweight Championship (1 раз)
- TPW Tag Team Championship (1 time) – з Ред Флером

USA Pro Wrestling
- USA Pro New York State Championship (1 раз)
- USA Pro Tag Team Championship (2 рази) – з Саймоном Даймоном

Westside Xtreme Wrestling
- wXw World Tag Team Championship (1 раз) – з Трентом Бареттою

World of Unpredictable Wrestling
- WUW Continental Championship (1 раз)

World Wrestling Entertainment
- Нагорода Слеммі (2008) – з Тоддом Гришемом

Wrestling Observer Newsletter awards
- Найкращий телекоментатор (2008)

LDN Wrestling
- LDN Wrestling Capital Championship (1 раз/діючий)